# Mike Arnold
Mike Arnold (* 21. Januar 1969) ist ein ehemaliger deutscher Skispringer.

## Werdegang
Arnold besuchte die Kinder- und Jugendsportschule Klingenthal. Auf internationaler Bühne trat er erstmals bei den Nordischen Junioren-Skiweltmeisterschaften 1987 im italienischen Asiago in Erscheinung, als er im Einzelspringen von der Normalschanze Silber holte, nachdem er im Mannschaftswettbewerb zwei Tage zuvor bereits Gold gewonnen hatte.
Noch im selben Monat startete Arnold bei den Nordischen Skiweltmeisterschaften in Oberstdorf, bei der er von der Großschanze den 6. Rang im Einzel und den 5. Platz im Teamspringen erreichte.
Beim 6. Sommer-Wasser-Grand Prix 2012 im Klingenthaler Freibad, den inoffiziellen Weltmeisterschaften im Wasserskispringen, belegte Arnold den dritten Platz.